# 劉小光
劉小光（りゅう・しょうこう、リュウ・シャオグヮン、1960年3月20日 - ）は中華人民共和国の囲碁棋士。中国囲棋協会所属、九段。第1期名人、天元4期、世界囲碁選手権富士通杯3位など。棋風は力戦型。
中国棋院囲棋部副主任。

## 経歴
13歳で碁を覚え、14歳で囲碁集中訓練隊に入る。1980年に全国個人戦で優勝。世界アマチュア囲碁選手権戦では、1980年に4位、1981年に5位に入賞する。1982年の新段位制度で六段に認定。1985年八段、専業棋士となる。日中スーパー囲碁では1987年第3回4人抜き、1994年第9回3人抜きを果たす。1988年に第1期名人戦の決勝五番勝負で兪斌を3-1で破り、名人位獲得。1988年から天元戦3連覇。1988年九段。日中天元戦では第1回から3年連続敗退したが、藤沢秀行に「趙さん（趙治勲）にこれだけ打てる棋士は日本にもざらにいない」と言わしめ、1993年には林海峰に2-0で勝利。富士通杯では1992年に3位。

### タイトル歴
国際棋戦
- 日中天元戦
  - 1993年 2-0 林海峰

国内棋戦
- 全国個人戦 1980、90年
- 国手戦 1986年
- 天元戦 1988-90、93年
- 名人戦 1988年
- 王位戦 1992年
- 友情杯リーグ戦 1995年
- 交通杯国手邀请戦 1997年

### その他の棋歴
- 世界囲碁選手権戦富士通杯 3位 1992年、4位 1996年
- 日中スーパー囲碁
  - 1985年 0-1（×小林光一）
  - 1986年 0-1（×小林覚）
  - 1987年 4-1（○宮沢吾朗、○石井邦夫、○小林覚、○工藤紀夫、×大平修三）
  - 1988年 0-1（×依田紀基）
  - 1992年 0-1（×小林覚）
  - 1994年 3-0（○山田規三生、○小松英樹、○依田紀基、×山城宏）
  - 1996年 0-1（×大竹英雄）
- 日中名人戦
  - 1988年 0-2 小林光一
- 日中天元戦
  - 1988年 0-2 趙治勲
  - 1989年 0-2 趙治勲
  - 1990年 1-2 林海峰
- ロッテ杯中韓囲碁対抗戦
  - 1996年 0-2（×徐能旭、×睦鎮碩）
- 真露杯SBS世界囲碁最強戦
  - 1993年 0-1（×林海峰）
  - 1994年 0-1（×徐奉洙）
- 華山杯馬暁春・劉小光三番勝負（2001年） 2-1 馬暁春
- 中国囲棋甲級リーグ戦
  - 1999年（河南三元）3-3
  - 2000年（河南囲棋）7-8
  - 2003年（北京海淀）12-9
  - 2005年（大連上方）
  - 2006年（大連上方ー北京麒麟至誠）

## 著作
- 『天煞星 刘小光自战百局』浙江古籍出版社、1994年。ISBN 7-80548-409-0